# Gasometría
Una gasometría, prueba de gases en sangre o un análisis de gases en sangre analiza la sangre para medir las presiónes parciales de gases en sangre, el pH sanguíneo y el nivel y el exceso de base de bicarbonato. La fuente de la sangre se refleja en el nombre de cada prueba; la gasometría arterial proviene de las arterias, la gasometría venosa proviene de las venas y la gasometría capilar viene de los capilares. Las presiones parciales de los gases en sangre se pueden usar como indicadores de ventilación, respiración y oxigenación. El análisis de muestras arteriales y venosas emparejadas puede dar una idea de la etiología de la acidosis en el recién nacido.

## Valores medidos
Las muestras de sangre para la prueba se toman de la sangre arterial mediante una punción de la arteria radial, y de la sangre venosa mediante punción venosa. Se toman muestras de sangre capilar utilizando una lanceta y capilaridad. Las muestras del lóbulo de la oreja o de la yema del dedo se pueden usar para predecir la presión parcial arterial de dióxido de carbono y el pH de la sangre. Se considera que las muestras del lóbulo de la oreja son más apropiadas para la predicción de la presión parcial de oxígeno arterial.
Las pruebas de gases en sangre también miden los niveles de bicarbonato y de bicarbonato estándar, de exceso de base, de saturación de oxígeno y de pH. La gasometría arterial se usa con mayor frecuencia. 

## Significación clínica
Las gasometrías se pueden usar en el diagnóstico de una serie de afecciones como la acidosis láctica, metabólica, respiratoria, la cetoacidosis diabética y también la alcalosis respiratoria. En particular, el análisis de gases en sangre del cordón umbilical puede dar una indicación del estrés hipóxico fetal anterior. En combinación con otra información clínica, los resultados normales de gases de sangre de cordón arterial y venoso pareados generalmente pueden proporcionar una defensa sólida contra la sugerencia de que un bebé tuvo un evento hipóxico-isquémico intraparto.
Los resultados anormales pueden deberse a una amplia gama de enfermedades, que incluyen envenenamiento y trauma, así como enfermedades pulmonares, renales o metabólicas. Las lesiones en la cabeza o el cuello u otras lesiones que afectan la respiración también pueden conducir a resultados anormales.